# Lophodiplosis denticulata
Lophodiplosis denticulata är en tvåvingeart som beskrevs av Gagne 1997. Lophodiplosis denticulata ingår i släktet Lophodiplosis och familjen gallmyggor. Inga underarter finns listade i Catalogue of Life.